# Élections municipales taïwanaises de 2018
Les élections municipales taïwanaises de 2018 ont lieu le 24 novembre 2018 à Taïwan, en même temps qu'un référendum d'origine populaire à question multiples.
Le scrutin voit la défaite très marquée du Parti démocrate progressiste (PDP), au pouvoir au niveau national. Le Kuomintang, principal parti d'opposition, remporte ainsi 15 municipalités ou comtés sur 22, contre six lors du précédent scrutin. Le PPD passe quant à lui d'une majorité dans 13 conseils à seulement six. L'ampleur de la defaite amène la présidente Tsai Ing-wen à quitter la presidence du parti. La dégradation des relations entre Taïwan et la Chine est décrite comme la principale cause de l'échec du PDP. Le PDP mène une politique d'éloignement de la Chine alors que le KMT souhaite s'en rapprocher.